# Rosularia
A Rosularia a kőtörőfű-virágúak (Saxifragales) rendjébe, ezen belül a varjúhájfélék (Crassulaceae) családjába és a fáskövirózsa-formák (Sempervivoideae) alcsaládjába tartozó nemzetség.

## Előfordulásuk
A Rosularia-fajok előfordulási területe nyugatról keletre Görögországtól (beleértve számos szigetét is) és Egyiptom ázsiai részétől, egészen a himalájai Nepálig tart, míg északról délfelé Kazahsztántól Iránig található meg.

## Rendszerezés
A nemzetségbe az alábbi 21 faj és 3 hibrid tartozik:
- Rosularia adenotricha (Wall. ex Edgew.) C.-A.Jansson
- Rosularia alpestris (Kar. & Kir.) Boriss.
- Rosularia blepharophylla Eggli
- Rosularia borissovae U.P.Pratov
- Rosularia davisii Muirhead
- Rosularia elymaitica (Boiss. & Hausskn.) A.Berger
- Rosularia glabra (Regel & C.Winkl.) A.Berger
- Rosularia globulariifolia (Fenzl) A.Berger
- Rosularia haussknechtii (Boiss. & Reut.) A.Berger
- Rosularia lineata (Boiss.) A.Berger
- Rosularia lipskyi Boriss.
- Rosularia × lutea Boriss.
- Rosularia modesta (Bornm.) Parsa
- Rosularia platyphylla (Schrenk) A.Berger
- Rosularia pseudohaussknechtii Niederle
- Rosularia radicosa (Boiss. & Hohen.) Eggli
- Rosularia × reginae Eggli
- Rosularia rosulata (Edgew.) H.Ohba
- Rosularia × schischkinii Boriss.
- Rosularia sempervivum (M.Bieb.) A.Berger - típusfaj
- Rosularia serrata (L.) A.Berger
- Rosularia subspicata (Freyn) Boriss.
- Rosularia turkestanica (Regel & C.Winkl.) A.Berger
- Rosularia viguieri (Raym.-Hamet) J.M.H.Shaw ex G.R.Sarwar